# Province de Gia Lai
Gia Lai est une province des Hauts Plateaux du Centre du Viêt Nam sans accès à la mer. Son chef-lieu est Pleiku.

## Subdivisions administratives
Subdivisions de la province de Gia Lai :
| N°    | Nom                   | Superficie (km2) | Population (2003) |
| 01    | Pleiku                | 260,59           | 184 397           |
| 02    | An Khê                | 199,12           | 63 014            |
| 03    | Ayun Pa               | 287,05           | 99 616            |
| 04    | District de Chư Păh   | 981,30           | 62 379            |
| 05    | District de Chư Prông | 1 687,50         | 75 363            |
| 06    | District de Chư Sê    | 1 350,98         | 124 288           |
| 07    | District de Đắk Đoa   | 980,41           | 85 072            |
| 08    | District de Đak Pơ    | 499,61           | 35 160            |
| 09    | District de Đức Cơ    | 717,20           | 43 595            |
| 10    | District de Ia Grai   | 1 122,38         | 74 620            |
| 11    | District de Ia Pa     | 870,10           | 43 551            |
| 12    | District de KBang     | 1 845,23         | 56 671            |
| 13    | District de Kông Chro | 1 441,88         | 34 478            |
| 14    | District de Krông Pa  | 1 623,63         | 61 576            |
| 15    | District de Mang Yang | 1 126,07         | 43 125            |
| 16    | District de Phú Thiện | 501,91           |                   |
| Total | Total                 | 15 495,70        | 1 086 905         |

## Transport
La province est traversée par la route nationale 14 reliant les provinces de Dak Lak et Kontum à Da Nang et Hô Chi Minh-Ville.
La route Hô Chi Minh a raccourci la distance entre Gia Lai et les principaux centres économiques et politiques du pays.
La route nationale 19 mène jusqu'à la ville de Quy Nhon, dans la province de Bình Định et la route nationale 25 jusqu'à Tuy Hòa dans la province de Phú Yên. 
L'aéroport de Pleiku de Gia Lai a des liaisons reliant Pleiku aux principales villes de Da Nang, Hanoï, Hô Chi Minh-Ville et Haïphong.

## Faune
La province possède une couleuvre endémique, Calamaria gialaiensis.

## Source
1. ↑  (vi) « Statistiques », Province de Gia Lai (consulté le 12 septembre 2014).